# Victoria Koopmann
Victoria Koopmann (* 1991 als Victoria Michalczak) ist eine deutsche Journalistin.
Von 2010 bis 2014 studierte sie Germanistik an der Heinrich-Heine-Universität Düsseldorf. 2012 und 2013 studierte sie Media and Communication Studies an der Aberystwyth University. Zwischen 2015 und 2017 absolvierte sie die Deutsche Journalistenschule in München und erwarb einen Master of Arts in Journalismus.
Von April 2013 bis September 2014 war sie Freie Mitarbeiterin bei der Rheinischen Post.  2015 absolvierte sie ein Praktikum im ZDF-Auslandsstudio New York.
2018 wurde sie Redakteurin und Reporterin bei Stern TV. 2020 wurde sie freiberufliche Fernsehjournalistin beim WDR. 2021 wurde zusätzlich Podcasterin bei der Süddeutschen Zeitung. 2023 wurde sie Host von 11km, welches vom NDR und BR produziert wird.
Im Juni 2025 gab sie aus familiären Gründen die Moderation von 11km ab.